# Voith-Arena
Voith-Arena – stadion piłkarski w Heidenheim an der Brenz, w Niemczech. Został otwarty 1 lipca 1971 roku. Może pomieścić 15 000 widzów. Swoje spotkania rozgrywają na nim piłkarze klubu 1. FC Heidenheim.
Obiekt leży na wysokości 555 m n.p.m., co czyni go najwyżej położonym stadionem wśród aren profesjonalnych klubów piłkarskich w Niemczech.

## Historia
W 1970 roku władze miasta Heidenheim an der Brenz podjęły decyzję o budowie nowego stadionu piłkarsko-lekkoatletycznego. Jego otwarcie miało miejsce 1 lipca 1971 roku. Obiekt otrzymał nazwę Albstadion. 14 lipca 1973 roku po stronie południowej oddano do użytku zadaszoną trybunę główną na 700 widzów. W takiej formie, bez większych zmian, obiekt przetrwał do 2009 roku. Całkowita pojemność stadionu szacowana była wówczas na 5000 widzów. Stadion wyposażony był w sześciotorową, tartanową bieżnię lekkoatletyczną.
6 sierpnia 1978 roku Karl-Hans Riehm z wynikiem 80,32 m ustanowił na tym stadionie rekord świata w rzucie młotem.
W 2003 roku stadion był jedną z aren Pucharu Regionów UEFA. Rozegrano na nim dwa spotkania fazy grupowej oraz finał tego turnieju.
W związku z coraz lepszą grą i awansami do wyższych lig piłkarzy z Heidenheim an der Brenz, zaczęto zastanawiać się nad rozbudową stadionu. W czerwcu 2009 roku ruszyła kompletna przebudowa obiektu. Wybudowane zostały nowe trybuny od strony wschodniej, północnej i zachodniej, które umiejscowiono ponadto tuż za liniami końcowymi boiska (likwidacji uległa bieżnia lekkoatletyczna, a stadion zyskał typowo piłkarski charakter). Przy okazji zainstalowano również system podgrzewania murawy. Dzięki znalezieniu sponsora tytularnego (firma Gagfah), obiekt przemianowano na Gagfah-Arena. 4 września 2010 roku odbyła się ceremonia ponownego otwarcia stadionu po rozbudowie. Jego pojemność wzrosła wówczas do 10 000 widzów.
W lutym 2011 roku nowym sponsorem tytularnym została firma Voith, w związku z czym zmieniono nazwę stadionu na Voith-Arena. W 2013 roku rozbudowano trybunę południową z 1973 roku, rozszerzając ją na całą długość boiska. Wybudowano również narożniki łączące ją z sąsiednimi trybunami. Pojemność areny wzrosła wówczas do 13 000 widzów. W latach 2014–2015 dobudowano natomiast „brakujące” narożniki po stronie północnej, zamykając bryłę stadionu i zwiększając całkowitą pojemność do 15 000 widzów.
W 2016 roku stadion był jedną z aren piłkarskich Mistrzostw Europy U-19. Na obiekcie odbyły się dwa spotkania fazy grupowej tych zawodów.
W 2019 roku 1. FC Heidenheim wykupił stadion od miasta za cenę 2 mln €.